# Tropisk Storm Arlene (2005)
 Denne artikel bør gennemlæses af en person med fagkendskab for at sikre den faglige korrekthed.

Denne artikel er om den tropiske storm i 2005. For andre storme med det samme navn, se Orkan Arlene.
Den Tropiske Storm Arlene var den første navngivne storm i den atlantiske orkansæson 2005. Et vedvarende lavtryksområde nord for Honduras, organiseredes på trods af en markant vindgradient, og blev betegnet Tropisk Lavtryk Ét den 8. juni. Det blev opgraderet til Tropisk Storm Arlene den følgende dag.
Arlene intensiveredes mens den bevægede sig mod nord, og spredte vinde af tropisk stormstyrke og kraftige regnskyl til Cayman-øerne og Cuba. Arlene gik i land i Cuba tæt ved Cabo Corrientes med vindhastigheder på 80 km/t. Vindgradienten formindskedes da Arlene bevægede sig ind i den Mexicanske Golf om morgenen den 10. juni og intensiveres til lige under orkanstyrke med en vindhastighed på 110 km/t.
Arlene gik i land med 90 km/t vinde lige vest for Pensacola, Florida om eftermiddagen den 11. juni. Arlene var en af de mest intense storme der er gået i land i juli siden Orkanen Allision ramte det østlige Florida i 1995. Arlene vedblev at være et tropisk lavtryk, efter at have bevæget sig i land, og bevægede sig ind i Indiana og Michigan før det blev opslugt af et frontsystem over det sydøstlige Canada den 14. juni.
Det eneste dødsfald Arlene forårsagede var en kvindelig student der blev fanget i en strømhvirvel i Miami Beach, Florida, langt fra centeret af cirkulationen. Ødelæggelserne fra Arlene var minimale.